# 카스트

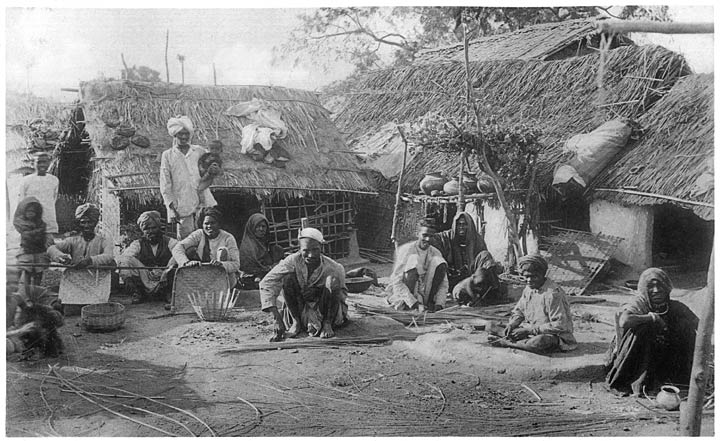

카스트(영어: Caste [kɑːst][*] ← 카스타(포르투갈어: Casta [ˈkasta][*]) 등의 포르투갈어가 어원.)는 세계의 수많은 전근대 사회에서 나타났던 문화·사회적 현상으로, 일정한 신분 사회 계층 집단의 지위를 자손 및 후손 대대로 세습 및 대물림하도록 하는 제도 및 풍습이다.
주로 아시아 국가 가운데 인도의 비합법적 제도 및 최후진적 풍습 등으로도 악명이 높도록 유명하다. 바로 이 카스트 제도는, 주로 인도에서 유럽(포르투갈·스페인)계 인디아인의 후손들이, 기존의 일반적인 구악 제도인 인디안 카스트 제도의 최악의 광범위한 성행의 불씨가 되게끔 첫 씨를 뿌린 것으로 알려져 있기도 하다.
카스트 제도라는 이 신분의 분류는, 주로 집단의 경제력, 정치적 권력, 사회 및 문화에 기인되어 이루어진다. 카스트 아래에서, 특별한 정변이 일어나거나, 개인적 능력이 매우 우수한 사례 등의 예외가 일어나지 않는 한 계층 이동은 거의 불가능에 가까웠다. 일부 국가에는 아직도 카스트 제도의 풍습이 남아 있고, 주로 인도인들이 카스트로 인하여 차별받고 있다.
본래 유럽계 후손 출신의 인도인들인, 포르투갈계나 스페인계 인도인의 조상이 만든 제도이기는 하나, 유럽에서는 소수 정도의 제도만 남고, 이외는 차라리 거의 사라지게 되었으며, 인도에서는 오히려 카스트가 계속 발전하게 되었다. 인도의 카스트는 전근대 수준의 문명이 가진 신분제로써는 정점에 선 신분제로 당시 사람들이 생각할 수 있는 거의 모든 지성이 동원되었다. 따라서 외부의 정복자들 역시 카스트를 부정할 필요 자체가 없었으며, 인도 지배층과 협력하면 자발적으로 신분제를 지지하는 바이샤, 수드라들을 얻을 수 있었기에 인도의 많은 상위 카스트가 외부 정복자들의 공격에도 불구하고 오랜 세월 그 지위를 누렸다.

## 카스트의 특점
일반적으로, 카스트는 주로 인도의 신분 계층(브라만, 크샤트리아, 바이샤, 수드라)을 가리키는 용어로 사용되고 있다. 참고로 예나 지금이나 인도에서는, 가령 무굴 제국 같은 군주제 시절에도 카스트 제도를 합법화한 적이 단 한번도 없고, 1947년 8월 15일에 인디아 법적 주권 독립 이후로, 인디아 네루 과도정권 시대의 포고령으로써 카스트 제도에 의한 사회적 차별을 법적으로 금하였지만, 아직도 카스트 제도 자체는 폐지되지 않았다.

## 카스트의 폐해
인도 문명에 정복되지 않은 다른 지역의 힌두교도들은 카스트를 잘 따르지 않는 사람들이 많으며 인도의 카스트는 전근대 이전의 지성이란 한계를 가지고 있으나 종교조차 수단에 불과한 것이라 사라지기 어렵다.
거의 모든 사람들이 흔히 그렇듯 영국인들은, 인도인들보다 자신들의 입장을 더 중시했으며, 그들은 인도식 카스트를 그대로 따르지 않고 자기들 마음대로 이용했다. 근대적 민족주의가 아직 없었던 인도인들은 영국 정부나 동인도회사를 위해 봉사 등을 하기도 했으며, 결국 이 과정에서는 신분이 낮았던 승려나 전사도 상위 카스트가 되어, 오히려 의외로 신분 상승의 꿈을 이룰 수 있었다.

## 용어의 유래
대항해시대에 인도와의 항해 무역을 하던 포르투갈인들과 스페인인들이 사용했던 '카스타(포르투갈어: Casta)'라는 용어로부터 유래하였는데, 그 용어는 '인종, 혈족, 부족, 품종 (race, lineage, tribe or breed)'이라는 의미를 내포하고 있다. 그러나 이 용어는 포르투갈인들의 14세기의 인도의 사회구조에 대한 선입견으로부터 기인한 인도 문화나 종교적 전통에 대한 몰이해에 가깝다. 인도의 카스트 제도는 고대 사회 전통과 힌두교의 법과 연관이 크기 때문에 유럽인들은 쉽게 이해하기가 어려웠다. 18세기 시대, 영국이 인도를 점령하였을 때부터 비로소 영국인들에 의해 이 제도는 '카스트(Caste)'로 불리기 시작하였다.

## 남아시아

### 인도
인도에는 산업화에 따라 도시에는 카스트가 유명무실하나 소도시에는 아직 사회문화의 한 축을 형성하고 있다. 인도의 카스트는 전근대 귀족들에겐 유용하였으나 인도의 대중에겐 그렇지 않아서 근현대 인도의 역사에선 상당한 장애물로 작용하였다. 인도의 귀족들은 세계의 다른 귀족들처럼 자신들을 보호하기 위한 요새와 사병들을 보유하고 백성에 크게 의존하지 않아서 심지어 정복을 당해도 그들의 권세를 유지할 수도 있었다. 물론 정복자들에 의해 제거당하거나 지위의 추락을 경험할 수도 있었으나 결과적으로 인도의 귀족들은 영국의 지배에서 독립하기 직전에도 인도 지역의 40% 면적과 23% 인구를 그들의 것으로 지배하였으며 나머지 지역과 인구에 대해서도 꽤 많은 지분을 가지고 있었다. 인도의 귀족들은 유목민 전통을 유지하는 사례 등을 제외하면 문명화된 수준이 높았고 현대까지도 이어지는 강대한 세력을 자랑하여 힌두인들의 인도는 상당한 어려움을 겪을 수밖에 없었다.
이런 역사는 아직도 지속되어서 해외에서도 고위 카스트가 힘이 강한 경우가 많아 저급한 카스트들은 심지어 숫자가 더 많아도 차별을 당할 가능성이 있다.

### 네팔
네팔의 카스트는 인도의 자티(jāti) 개념에 가깝다. 공식적으로는 1963년 폐지되었으나, 지금도 네팔인의 생활 문화에는 남아 있다.

### 스리랑카
스리랑카의 카스트는 인도의 바르나와 자티 개념으로부터 영향을 많이 받았으나, 전통적으로 본토 인도에 비하여 사회적으로 중요하게 여겨지지는 않았다. 그러나 현재 스리랑카의 카스트는 인도아리아계의 싱할리인, 드라비다계 타밀족의 두 단계로 구성된다.

## 동아시아

### 중국
중국을 지배한 원나라 왕조는 중국 대륙의 민족에 따라 계층을 분화시켰다.
| 민족       | 종사 직업                          | 인구구성 비율                                            |
| ---------- | ---------------------------------- | -------------------------------------------------------- |
| 몽골인     | 황족, 집권 계층, 장군 등           | 1%                                                       |
| 색목인     | 고위 관리, 장교 등                 | 2%, 서역 출신, 몽골 이외 기타 유목 민족                  |
| 한인(漢人) | 하급 관리, 부사관 등               | 14% - 거란족과 여진족, 요•금 지배 하 화북의 한족, 고려인 |
| 남인(南人) | 생산 활동, 졸병, 관직 임용이 안 됨 | 83% - 남송 출신 화중과 화남의 한족, 기타 중국의 소수민족 |

게다가, 몽골인들이 중국을 점령했던 다른 민족들과 달리 정체성을 유지해 나갈 수 있었던 유력한 이유로써 원 왕조의 카스트 제도를 꼽기도 한다.

### 일본
일본은 중국으로부터 유교적 영향을 받아 자국 백성의 계층을 직업에 따라 사농공상(士農工商)으로 나누었다. 일본의 제일 윗계급의 선비(士)개념은 중국이나 조선과는 달리 무인 계급을 일컫는 개념(사무라이)이었다. 특히 그 사무라이들 중에 독립적인 성주로서 영지가 1만석을 넘어가면 다이묘(大名)이라는 신분으로서 대우하였으며 다이묘는 자신의 영지 내부에서만큼은 왕이나 다를 바 없었다. 일본의 카스트제 아래의 카스트 계층은 부라쿠민으로, 막노동을 하던 더러운 자들로 여겨졌던 계층이다. 현재에도 일본에는 부라쿠민들을 비공식적으로 차별하는 관행이 남아 있다.
메이지유신 이전까지 일본의 카스트는 다음과 같았다.
- 천황족: 천황과 그 친척들만 해당된다.
- 화족: 사무라이 및 다이묘들이 여기에 해당되는, 일종의 귀족이다.
- 평민: 농부, 장사꾼, 노동자 등 일반적인 서민이다.
- 부락민: 천민으로 주로 '죽음'과 관련된 직업(장의사, 도축업자, 사형집행인 등) 종사자이다.

### 한국
신라시대의 카스트제는 골품제로 대표된다. 골품제에는 다음과 같은 계층이 있다. : 성골, 진골, 6-1두품
- 성골 계층은 법흥왕의 직계 일가이다. 선덕, 진덕 두 여왕을 끝으로 사라진다. 이후 진골인 김춘추가 신라의 왕으로 등극할 수 있게 된다.
- 진골 왕족과 귀족들로 이루어진 최상위 집단이다. 이들은 특권 계층으로 모든 등급의 관직에 오를 수 있었다. 특히, 5관등 이상의 직위에는 진골만이 오를 수 있었기 때문에, 고위 요직은 대부분 진골층이 차지하였다고 봐도 무방하다. 이들의 관직 독점으로 인해 형성된 하위 카스트 계층의 사회 불만은 후에 신라가 망하는 주요 요인 중 하나가 된다. 왕족인 김씨와 왕비족이 된 박씨, 금관국 왕족인 가야계 김씨 등이 진골층을 이루었다.
- 6두품 계층은 뛰어난 능력을 겸비한 지식인 계층이나, 신라의 카스트제(골품제)에 의하여 의를 펴지 못했다. 이들은 후에 반 신라세력이나 지방 토호에 가담하거나 은둔생활을 하게 되며 특히 왕건이 고려를 건국하자 많은 6두품들이 왕건의 부하로 들어갔다.

- 신라시대의 관직표를 보면 4두품부터 관직에 오를 자격이 주어졌다. 그러나 4두품은 황색 조복인 12. 대사까지, 5두품은 청색 조복인 10. 대나마까지, 6두품은 비색 조복인 6. 아찬까지밖에 승진이 불가능했다.즉 자색 조복에 해당되는 5. 대아찬~ 1. 이벌찬까지의 직책은 오직 성골 아니면 진골, 즉 신라 왕족의 혈통을 지닌 자만 이 관직에 오를 수 있었다.

- 3두품 이하는 사실상 평민으로 봐도 무방하다.

조선왕조에서도 사농공상(士農工商)으로 대표되는 카스트 제도가 성립되었다. 이는 고려의 카스트 제도(귀족/중인/양인/천민)를 계승한 것이다. 양반계층의 노예(노비)일을 하거나 도축업을 하는 자들은 천민계층으로 분류되었다. 고려나 조선의 카스트 제도에는 중인이라는 카스트 신분이 존재하였는데, 이들은 기능직을 주로 담당하는 계층으로써, 능률적이었고 효율적이었다. 이 제도는 임진왜란 이후, 양반 계층의 무능함이 폭로되고, 조선 정부의 공명첩 발행으로 인하여 크게 흔들린다. 아직도 한국의 일부 지역(안동의 집성촌 등)에는 양반 일족이 남아 그 명맥과 전통을 유지하고 있지만, 사회 통념상 전통적인 신분제의 잔재는 한국 전쟁을 계기로 거의 사라졌다. 이른바 '사농공상 (士農工商)'도 신분제이다.

## 유럽
유럽의 봉건적 카스트 계층에는 한 국가의 총 통수자인 국왕과 국왕과의 종속관계에 있으면서 국왕의 지방영토를 통치했던 영주계급과 전투를 담당했던 기사계급으로 대표되는 귀족 계급이 존재했고, 크리스트교 성직자 계급이 존재했다. 영주 계급에는 공작, 후작, 백작, 자작, 남작의 5개 관위가 존재했으며 공작보다 더 상위의 개념의 신분을 대공이라 칭했다. 대공의 경우 왕과 동일하게 개인 소유의 국가를 갖고 있을 수 있으며 현재도 모나코, 리히텐슈타인 등의 대공국이 남아있다. 생산 계층으로서는 농노계급이 존재했다. 유럽 카스트의 특징은 귀족 계급에게 권리를 양도하지 않았던 시민 계급(자유민)이라는 계급이 존재했다는 것이다. 이들은 자유 도시에 거주하던 시민들이었다. 형식적으로 국왕에 속하였고, 납세의 의무를 졌으나, 그 외의 다른 의무는 부여받지 않았다. 농노계급들도 영주로부터 도피하여 도시에서 1년과 1일 동안 체류하는 데 성공하면, 자유민의 지위를 얻을 수 있었다. 훗날 성직자계급과 귀족 계급은 시민 혁명으로 인해 무너지게 된다.

## 같이 보기
- 봉건제
- 중세
- 엘리트주의
- 분리
- 신분
- 사회 계층